# Italie aux Jeux olympiques d'hiver de 1998
L'Italie participe aux Jeux olympiques d'hiver de 1998, organisés à Nagano au Japon. C'est sa dix-huitième participation aux Jeux olympiques d'hiver après sa présence à toutes les éditions précédentes. La délégation italienne, formée de 113 athlètes (79 hommes et 34 femmes), obtient dix médailles (deux d'or, six d'argent et deux de bronze) et se classe au dixième rang du tableau des médailles.

## Médaillés
| Médaille                            | Nom                                                                | Discipline  | Épreuve                     |
| ----------------------------------- | ------------------------------------------------------------------ | ----------- | --------------------------- |
| Médaille d'or, Jeux olympiques      | Deborah Compagnoni                                                 | Ski alpin   | Slalom géant (F)            |
| Médaille d'or, Jeux olympiques      | Günther Huber Antonio Tartaglia                                    | Bobsleigh   | Bob à deux (H)              |
| Médaille d'argent, Jeux olympiques  | Deborah Compagnoni                                                 | Ski alpin   | Slalom (F)                  |
| Médaille d'argent, Jeux olympiques  | Pieralberto Carrara                                                | Biathlon    | 20 kilomètres (H)           |
| Médaille d'argent, Jeux olympiques  | Marco Albarello Fulvio Valbusa Fabio Maj Silvio Fauner             | Ski de fond | Relais 4×10 kilomètres (H)  |
| Médaille d'argent, Jeux olympiques  | Stefania Belmondo                                                  | Ski de fond | 30 kilomètres libre (F)     |
| Médaille d'argent, Jeux olympiques  | Armin Zöggeler                                                     | Luge        | Hommes                      |
| Médaille d'argent, Jeux olympiques  | Thomas Prugger                                                     | Snowboard   | Slalom géant (H)            |
| Médaille de bronze, Jeux olympiques | Silvio Fauner                                                      | Ski de fond | 30 kilomètres classique (H) |
| Médaille de bronze, Jeux olympiques | Karin Moroder Gabriella Paruzzi Manuela Di Centa Stefania Belmondo | Ski de fond | Relais 4×5 kilomètres (F)   |